# Aubigny-lès-Sombernon
Aubigny-lès-Sombernon és un municipi francès, situat al departament de la Costa d'Or i a la regió de Borgonya - Franc Comtat. L'any 2007 tenia 125 habitants.

## Demografia

### Població
El 2007 la població de fet d'Aubigny-lès-Sombernon era de 125 persones. Hi havia 59 famílies, de les quals 21 eren unipersonals (17 homes vivint sols i 4 dones vivint soles), 21 parelles sense fills i 17 parelles amb fills.
La població ha evolucionat segons el següent gràfic:
Habitants censats

### Habitatges
El 2007 hi havia 77 habitatges, 58 eren l'habitatge principal de la família, 19 eren segones residències i 1 estava desocupat. Tots els 77 habitatges eren cases. Dels 58 habitatges principals, 50 estaven ocupats pels seus propietaris, 6 estaven llogats i ocupats pels llogaters i 2 estaven cedits a títol gratuït; 4 tenien dues cambres, 14 en tenien tres, 18 en tenien quatre i 22 en tenien cinc o més. 44 habitatges disposaven pel capbaix d'una plaça de pàrquing. A 29 habitatges hi havia un automòbil i a 25 n'hi havia dos o més.

### Piràmide de població
La piràmide de població per edats i sexe el 2009 era:
| Homes | Edats   | Dones |
| ----- | ------- | ----- |
| 0     | 95 o +  | 0     |
| 0     | 90 a 94 | 0     |
| 0     | 85 a 89 | 0     |
| 0     | 80 a 84 | 0     |
| 0     | 75 a 79 | 4     |
| 8     | 70 a 74 | 4     |
| 4     | 65 a 69 | 4     |
| 4     | 60 a 64 | 4     |
| 8     | 55 a 59 | 0     |
| 4     | 50 a 54 | 0     |
| 8     | 45 a 49 | 12    |
| 0     | 40 a 44 | 0     |
| 0     | 35 a 39 | 4     |
| 12    | 30 a 34 | 4     |
| 12    | 25 a 29 | 0     |
| 4     | 20 a 24 | 0     |
| 0     | 15 a 19 | 0     |
| 4     | 10 a 14 | 4     |
| 0     | 5 a 9   | 4     |
| 4     | 0 a 4   | 0     |

## Economia
El 2007 la població en edat de treballar era de 84 persones, 61 eren actives i 23 eren inactives. De les 61 persones actives 59 estaven ocupades (35 homes i 24 dones) i 2 estaven aturades (2 dones i 2 dones). De les 23 persones inactives 15 estaven jubilades, 3 estaven estudiant i 5 estaven classificades com a «altres inactius».

### Ingressos
El 2009 a Aubigny-lès-Sombernon hi havia 58 unitats fiscals que integraven 133 persones, la mediana anual d'ingressos fiscals per persona era de 18.735 €.

### Activitats econòmiques
Dels 5 establiments que hi havia el 2007, 1 era d'una empresa alimentària, 2 d'empreses de construcció, 1 d'una empresa de comerç i reparació d'automòbils i 1 d'una empresa de serveis.
Dels 2 establiments de servei als particulars que hi havia el 2009, 1 era un paleta i 1 lampisteria.
L'any 2000 a Aubigny-lès-Sombernon hi havia 11 explotacions agrícoles que ocupaven un total de 738 hectàrees.

## Poblacions més properes
El següent diagrama mostra les poblacions més properes.